# Gynopygoplax lapeyrousei
Gynopygoplax lapeyrousei är en insektsart som först beskrevs av Jean Baptiste Boisduval 1835.  Gynopygoplax lapeyrousei ingår i släktet Gynopygoplax och familjen spottstritar. Inga underarter finns listade i Catalogue of Life.